# Pierre percée (Aroz)
Pour les articles homonymes, voir Pierre percée.
La Pierre percée d'Aroz est le vestige d'un dolmen situé à Aroz dans le département français de la Haute-Saône.

## Historique
En 1862, la pierre a été déplacée à l'occasion de fouilles. La pierre percée fait l’objet d’un classement au titre des monuments historiques depuis le 18 janvier 1921.

## Description
La pierre mesure 1,68 m de hauteur pour une largeur à la base de 1,90 m de haut et une épaisseur moyenne de 25 cm. Le sommet et les deux faces de la pierre ont été bouchardés. C'est le seul vestige d'un dolmen qui devait être constitué a minima d'un vestibule et d'une chambre funéraire, à l'origine, la pierre actuellement visible correspondant à la dalle de séparation entre les deux espaces. Elle comporte un trou ovalaire (0,39 m sur 0,30 m) qui permettait de faire passer les corps lors des inhumations. Des éclats de silex, un tranchant de hache polie en silex, une hache en aphanite et des tessons de poteries ont été retrouvés dans les champs environnants. L'ensemble a été attribué au Néolithique moyen à final.
La Pierre percée de Traves, située à quelques kilomètres, possède des caractéristiques très proches.